# Salif Keïta (muzyk)
Salif Keïta (ur. 12 sierpnia 1949 w Djoliba) - wokalista malijski, łączący zachodnioafrykańskie i europejskie tradycje muzyczne.

## Życiorys
Salif Keïta, jako albinos, od dziecka był wyobcowany w społeczeństwie mandinka. W 1984 roku  wyjechał do Paryża, gdzie zyskał międzynarodową sławę jako muzyk.

## Dyskografia
- Soro (Mango, 1987)
- Ko-Yan (Mango, 1989)
- Amen (Mango, 1991)
- Destiny of a Noble Outcast (PolyGram, 1991)
- Folon (Mango, 1995)
- Rail Band (Melodie, 1996)
- Seydou Bathili (Sonodisc, 1997)
- Papa (Blue Note, 1999)
- Mama (Capitol, 2000)
- Sosie (Mellemfolkeligt, 2001)
- Moffou (Universal Jazz France, 2002)
- The Best of the Early Years (Wrasse, 2002)
- Remixes from Moffou (Universal Jazz France, 2004)
- M'Bemba (Universal Jazz France, 2005)
- La différence (Emarcy ,2009)
- Anthology (2011)
- Talé (Universal, Philippe Cohen-Solal, 2012)
- Un autre blanc (Naïve, 2018)[1]